# Simulium paracarolinae
Simulium paracarolinae är en tvåvingeart som beskrevs av Coscaron 2004. Simulium paracarolinae ingår i släktet Simulium och familjen knott.
Artens utbredningsområde är Guatemala. Inga underarter finns listade i Catalogue of Life.